# Anamiopteryx tuberculata
Anamiopteryx tuberculata es una especie de mantis de la familia Thespidae.

## Distribución geográfica
Se encuentra en Brasil.